# Mazerationspräparat

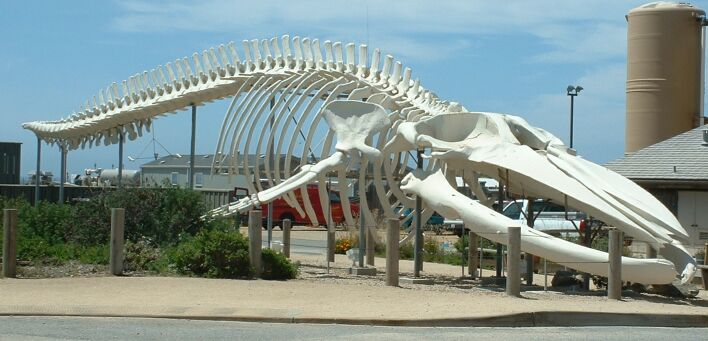
Walskelett

Mazerationspräparate (von lateinisch macerare „einweichen“) sind Präparate, die durch Zersetzung von Weichteilgeweben hergestellt werden. Diese Technik wird insbesondere für Knochenpräparate eingesetzt, aber auch in der Histologie wird die Mazeration angewandt.

## Verfahren für Knochenpräparate
Um einen Knochen zu mazerieren, ist es üblich, ein Rohskelett anzufertigen, indem man die Haut, die Organe und alle Muskel-, Fett- und Bindegewebsanteile eines biologischen Objekts soweit entfernt, wie dies ohne Beschädigung des Knochens möglich ist. Durch eine manuelle Bearbeitung ist der Knochen jedoch nicht restlos von Gewebe zu befreien. Empfehlenswert ist es, die Rohskelettanteile (Kopf, Rumpf, Extremitäten) einzeln in Mazerationsbeuteln in eine Lösung zu geben, um Verwechslungen von Knochen auszuschließen und um kleine Knochen nicht zu verlieren. Ebenso ist es empfehlenswert, die Wirbelsäule über den Rückenmarkskanal mit Draht zu verbinden, um die korrekte Reihenfolge der Wirbel zu erhalten.

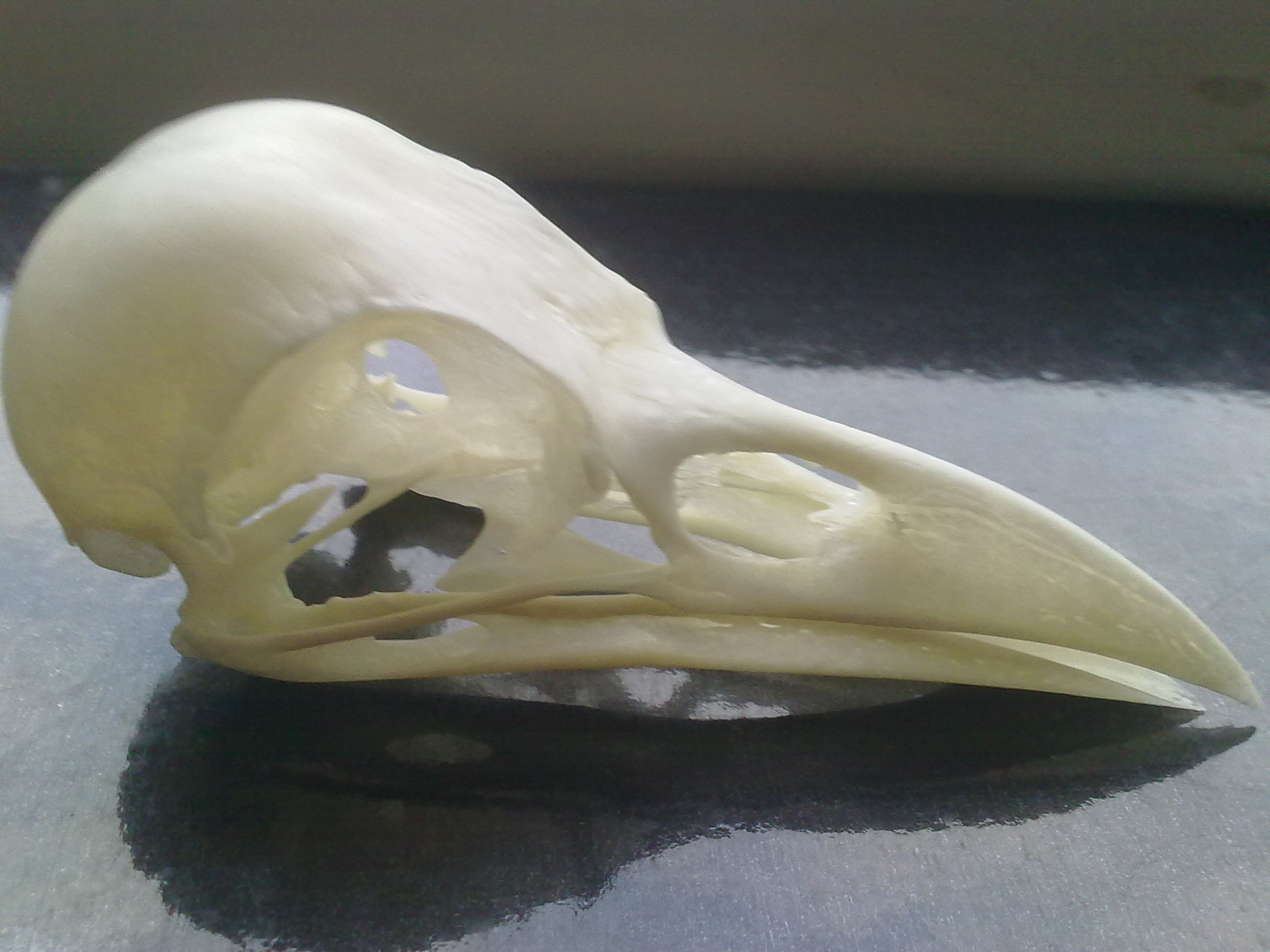
Knochenpräparat (hier: Schädel) einer Rabenkrähe (Corvus corone corone)

Nun stehen dem Präparator mehrere Methoden zur Verfügung, das Restgewebe zu entfernen:
- Die Kaltwassermazeration (Fäulnis) geschieht in kaltem Wasser und ist die schonendste, allerdings auch langwierigste Methode; die Geruchsbelästigung ist extrem.
- Die Warmwassermazeration bei 30–40 °C ist schneller, der Fäulnisgeruch kann durch Zusatz von Soda reduziert werden.
- Enzymatische Verfahren bedienen sich der Auflösung organischen Materials durch Enzyme wie Trypsin, Papain[1], Pepsin, Biozym SE[2] (eine Kombination aus Amylase und Protease[3]) und verschiedenen Waschmitteln. Dies stellt die bevorzugte Form der Mazeration dar, da Enzyme meist nur auf eine Substanz spezialisiert sind und ausschließlich diese angreifen. Außerdem stellen sie eine kostengünstige und produktive Art der Knochenpräparation dar, da der Mazerationsprozess teils sogar in nur 30 Minuten abgeschlossen werden kann und die Enzyme billig sind.
- Chemische Verfahren nutzen die Auflösung durch chemische Stoffe wie Ammoniak, Soda, Kali- und Natronlauge etc. Der große Nachteil gegenüber Enzymen liegt darin, dass die Chemikalien nicht zwischen verschiedenen Substanzen unterscheiden, sondern alles angreifen, was sie zersetzen können, also auch das Präparat selbst. Durch eine ständige Überwachung kann das Risiko einer Beschädigung der Knochen jedoch verringert werden.
- Biologische Verfahren nutzen Kleinlebewesen (z. B. Fliegenmaden, Speckkäfer) zur Beseitigung anhaftenden Gewebes. Dies eignet sich vor allem bei sehr filigranen Skeletten, die durch chemische Substanzen schnell angegriffen würden. Lässt man Kleinstskelette jedoch zu lange bei den Insekten, kann es passieren, dass sie auch die feinen Knochenstrukturen anfressen. Der größte Vorteil liegt jedoch insbesondere bei Speckkäfern darin, dass diese sogenannte  Bänderpräparate ermöglichen. Dabei bleiben die Bänder an den Knochen deshalb erhalten, weil die Speckkäfermaden erst zuletzt beginnen, Bänder- und feinste Knochenstrukturen anzugreifen.

Bei neuerer Fachliteratur werden Kleinstlebewesen nicht mehr der Mazeration zugeordnet, da sie keine Substanz auflösen, sondern durch das saubere Abfressen der Knochen „nur“ eine perfekte Form der Entfleischung darstellen. Meist werden die Knochen anschließend enzymatisch mazeriert, um auch die feinen Knochenporen zu reinigen und das im Knochen enthaltene Fett zu emulgieren.
Danach wird noch gebleicht, getrocknet und entfettet. Mehrteilige Präparate können anschließend noch mittels Edelstahldraht und -schrauben montiert werden. Im Fall eines montierten Skeletts spricht man daraufhin von einem Skelettpräparat.

## Verfahren in der Histologie
In der Histologie lassen sich z. B. glatte Muskelzellen durch Mazeration mit Salpetersäure aus Hohlorgansystemen (z. B. Darm) isolieren und daraufhin für eine mikroskopische Betrachtung darstellen.